# 予想は嘘よ
『予想は嘘よ』（よそうはうそよ）は、嘘とカメレオンの1作目のミニ・アルバム。2017年9月6日にリリースされた。同バンドにとって初の全国流通盤。タイトルは回文になっている。

## 収録曲
- 全作詞：チャム（．△）、全作曲：渡辺壮亮（特記以外）

1. されど奇術師は賽を振る
2. N氏について
3. 終わりの果てのはなし
4. Lapis
5. ヤミクロ
6. 輝夜華ぐ夜
7. 盤下の詩人（作曲：嘘とカメレオン）